# Partit dels Socialistes de Catalunya
Partit dels Socialistes de Catalunya (PSC) is een sociaaldemocratische politieke partij in Catalonië. De partij is gelieerd aan de nationale Spaanse socialistische partij, de PSOE.

## Geschiedenis
De PSC is op 16 juli 1978 ontstaan uit een fusie van de socialistische partij Partit Socialista de Catalunya-Congrés (PSC-C), de sociaaldemocratische, federalistische Partit Socialista de Catalunya-Reagrupament (PSC-R) en de socialistische Federació Catalana del PSOE.
Hoewel de PSC een zelfstandige partij is, vervult zij tegelijkertijd de rol van regionale zusterpartij van de Spaanse socialistische arbeiderspartij PSOE. Hoge posities binnen de PSC worden bekleed door personen die deel uitmaken van de nationale bestuursstructuur van de PSOE. De PSC-afgevaardigden in het Spaanse Lagerhuis (het Congreso de los Diputados of Congres van Afgevaardigden) zijn lid van de PSOE-fractie. In de Spaanse Senaat (Senado de España) vormen zij onder de naam Entesa Catalana de Progrés (Catalaans Progressief Verbond), kortweg Entesa, een gezamenlijke fractie met de Catalaanse linksnationalisten (Esquerra Republicana de Catalunya, ERC), de Catalaanse Groenen (Iniciativa per Catalunya Verds, ICV) en de linkse Esquerra Unida i Alternativa (EUiA).

### Regionale verkiezingen
Onder leiding van de voormalige burgemeester van Barcelona Pasqual Maragall trok de PSC bij de Catalaanse parlementsverkiezingen van 1999 voor de eerste keer met een krappe meerderheid de meeste kiezers naar zich toe: de lijst PSC-CPC behaalde 38% van de stemmen, goed voor 52 zetels. De regeringspartij Convergència i Unió (CiU) kon uiteindelijk echter meer kandidaten afvaardigen (56 zetels), waardoor zij toch haar regering kon voortzetten.
Bij de volgende parlementsverkiezingen in 2003 leden de socialisten weliswaar verlies, maar met ruim 31% van de stemmen (42 zetels) bleken zij wederom nipt de sterkste partij, en ditmaal konden zij een regeringscoalitie vormen met de ERC en de ICV. Maragall werd verkozen tot de Catalaanse minister-president.
Plannen voor de uitbreiding van de Catalaanse autonomie leidden echter herhaaldelijk tot spanningen tussen de PSC en ERC enerzijds en de Catalaanse regering en de Spaanse PSOE-regering onder leiding van Zapatero anderzijds. De afwijzing van het herziene Statuut van Autonomie door de ERC leidde in mei 2006 uiteindelijk zelfs tot een regeringscrisis, waarbij de ERC-leden uit de regering stapten. Maragall schreef daarop nieuwe verkiezingen uit en kondigde aan zichzelf daarbij niet meer kandidaat te stellen voor het premierschap. Voor hem in de plaats kwam José Montilla, tot dat moment minister van Industrie in het kabinet-Zapatero en secretaris-generaal van de partij. Bij de daaropvolgende verkiezingen op 1 november 2006 leed de PSC-CPC met 27% van de stemmen (37 zetels) een behoorlijk verlies: zij verloor 5 zetels, terwijl de CiU er 2 won. Toch zette Montilla zijn driepartijencoalitie met de ERC en ICV voort.
Bij de parlementsverkiezingen in 2010 leed de PSC opnieuw een zwaar verlies door met ruim 18% van de stemmen (28 zetels) 9 zetels kwijt te raken, terwijl de CiU er 14 bij kreeg. Montilla trad daarop af.

## Partijleiding

### Secretarissen-generaal
- Joan Reventós (1978-1983)
- Raimon Obiols (1983-1996)
- Narcís Serra (1996-2000)
- José Montilla (2000-2011)
- Pere Navarro (2011-2014)
- Miquel Iceta (2014-)

### Partijvoorzitters
- Joan Reventós (1983-1996)
- Raimon Obiols (1996-2000)
- Pasqual Maragall (2000-2007)
- vacant (2007-2008)
- Isidre Molas (2008-2011)
- Àngel Ros (2014-2019)
- Núria Marín (2019-)